# Сунчане Скале (фестиваль)
Сунчане Скале — фестиваль популярної музики Чорногорії, який з 1994 року щорічно проводиться у місті Херцег-Новий.

## Переможці
- Мая Ніколіч (1994)
- Філіп Жмахер (1995)
- Леонтіна Вукомановіч (1996)
- Зорана Павіч (1997)
- Владо Георгієв (1998)
- Тіфа та Макадам (2000)
- Івана Банфіч (2001)
- Тіяна Дапчевич (2002)
- Боян Маровіч (2003)
- Романа Паніч (2004)
- Горан Каран (2005)
- Мілена Вучіч (2006)
- Лейла Хот (2007)
- Александра Бучевац (2008)
- Каліопі та Наум Петрескі (2009)
- Дадо Топіч та Аніта Поповіч (2010)
- Qpid (2011)
- J-DA (2012)
- Тешка індустрія та Кемал Монтено (2013)
- Дімітар Андоновскі (2014)
- Карін Сорієф (2015)